# Paquita Ferràndiz

Paquita Ferràndiz a Terra Baixa, al Teatre Romea de Barcelona (1976). Fons Pilar Aymerich. MAE

Francesca Ferrándiz i Castells (Barcelona, 5 de maig de 1921 - Barcelona, 31 de gener de 1996) fou una actriu teatral catalana, més coneguda com a Paquita Ferrándiz, i germana del dissenyador Joan Ferràndiz i Castells. Mare de la també actriu Maife Gil.

## Biografia
Francesca Ferràndiz i Castells va iniciar la seva sòlida trajectòria teatral en la infantesa. L'any 1928, amb set anys, va actuar a La Glòria, de Ramon Garriga, i als onze, al teatre Romea amb La volta al món en patinet, de Jordi Canigó. L'any 1935 va estrenar al Teatre Novetats l'obra Roser florit, representant el paper de Maria dels Àngels, que Josep M. de Sagarra havia escrit expressament per a ella. L'any 1931 va entrar a la companyia Vila-Daví, on va treballar fins a l'any 1939.

Entre 1939 i 1946, Ferràndiz va treballar en companyies de teatre espanyol, com la de María Fernanda Ladrón de Guevara. De tornada a Barcelona, va participar activament en la represa del teatre català. Així va estrenar obres de Josep Maria de Sagarra com El prestigi dels morts (1946), L'hereu i la forastera (1949), Els comediants (1950) o Les vinyes del Priorat (1950). Cal destacar Bala perduda (1951), de Lluís Elias, que es va representar durant vuit mesos seguits, en plena postguerra. Entre 1952 i 1955, va treballar en la companyia d'Alejandro Ulloa com a primera actriu, amb clàssics com Lope de Vega, Calderón de la Barca, Shakespeare o Zorrilla, amb què va fer gires per Amèrica. També va treballar sota la direcció d'Esteve Polls al Teatre Romea.

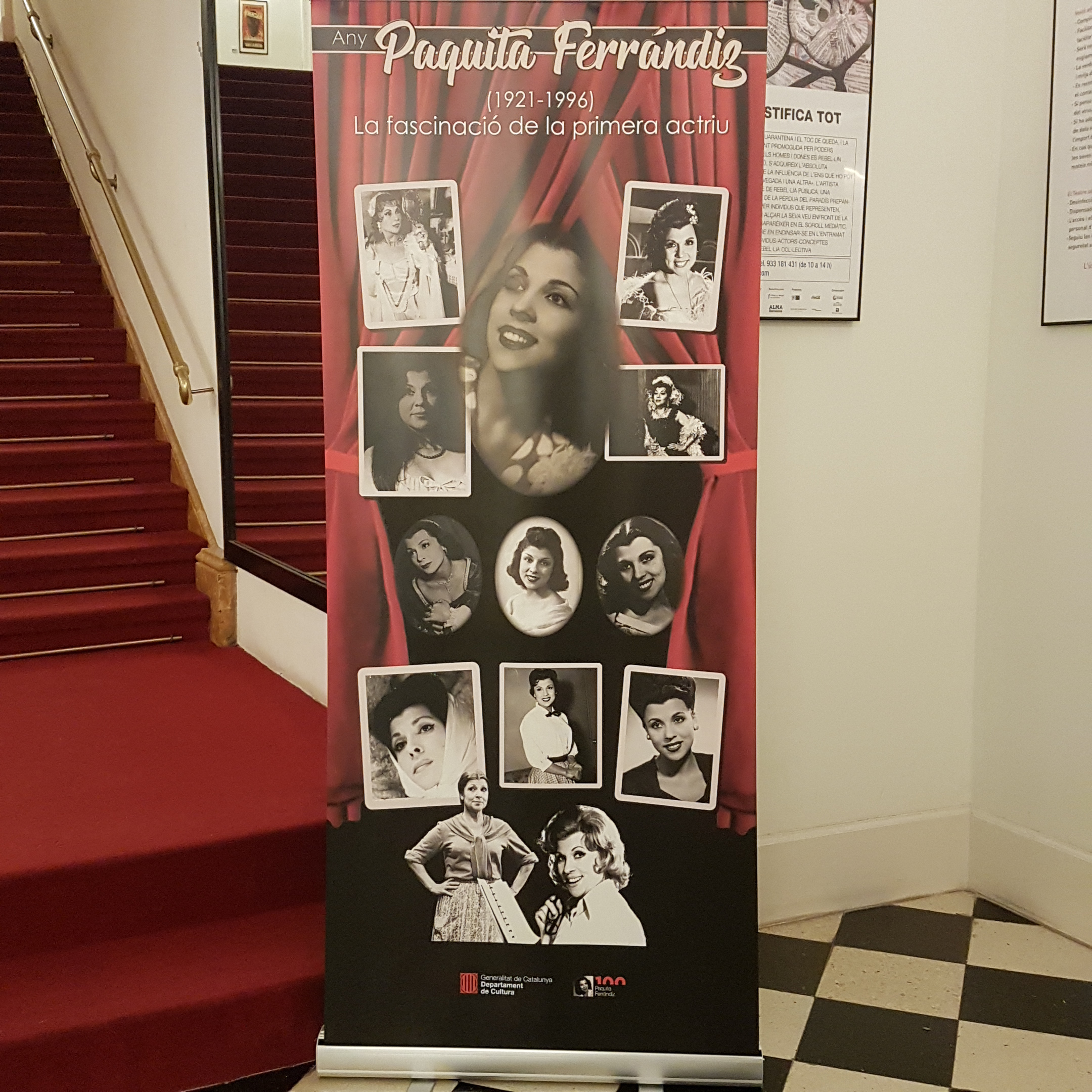
Any Paquita Ferràndiz. Exposició al Teatre Romea

Durant els anys quaranta va fer doblatge de pel·lícules en castellà i una gira per Amèrica amb la companyia d'Alejandro Ulloa. A finals dels seixanta actuà amb la Companyia Adrià Gual, i des dels anys setanta va intervenir amb Pau Garsaball a les obres d'Àngel Guimerà La filla del mar (1971) i Terra baixa (1976), aquesta darrera protagonitzada per Enric Majó, i El Cafè de la Marina (1983), de Sagarra.
Junt amb l'actor Pere Gil, el seu marit, va inaugurar el teatre Alexis amb l'obra Camarada Cupido, de Xavier Regàs (1955). L'any 1960 va guanyar el premi d'interpretació especial del Cicle de Teatre Llatí pel paper d'Antònia de La dida, de Frederic Soler. L'any 1962 va actuar a Joc de taula d'Enric Ortenbach, el 1968 a Cara de plata, de Valle-Inclán, i el 1969 a Los delfines, de Jaume Salom. Cap a la fi dels anys seixanta va col·laborar amb la Companyia Adrià Gual, i des dels setanta va actuar, al costat de Pau Garsaball a les obres La filla del mar (1971) i Terra baixa (1976), d'Àngel Guimerà. També amb Garsaball va participar en la reeixida reposició d'El cafè de la Marina (1983), de Sagarra, al Teatre Romea.
L'any 1981 rebé el premi Ciutat de Barcelona i el 1983, la Creu de Sant Jordi, per la seva dedicació i fidelitat a l'escena catalana, a la qual havia dedicat tota la vida.
Al 2021, coincidint amb el centenari del seu naixement, es commemorà l'Any Paquita Ferràndiz, amb un conjunt d'actes que s'iniciaren amb una conferència, lectura dramatitzada, projecció d’un documental i una exposició al Teatre Romea de Barcelona –on hi ha una llotja amb el seu nom– amb la finalitat de reivindicar la seva rellevància en el teatre català del segle xx.